# Preben Meulengracht Sørensen
Preben Meulengracht Sørensen (1. marts 1940 – 21. december 2001) var en dansk litteraturforsker, forfatter og lektor ved Aarhus Universitet. I 1994 til 1999 var han professor i norrøn filologi ved Oslo Universitet. Han var i den egenskab forfatter til en række betydningsfulde værker om den ældste nordiske litteratur, heriblandt Saga og samfund (1977) og disputatsen Fortælling og ære (1993). I otte år (1990-1998) var han Danmarks repræsentant i komiteen for Nordisk Råds litteraturpris.
Preben Meulengracht Sørensen var lektor ved Islands universitet i fire år fra 1966 før han tog embedseksamen ved universitetet i Århus, her blev han lektor i 1970. På Island lærte han sig perfekt islandsk, hvilket lagde grundlaget for hans livslange studier indenfor sagalitteraturen. Fra 1994 og til 1999 arbejdede han i Oslo som professor ved Institutt for nordistikk og litteraturvitenskap – og indenfor nordiske middelalderstudier i videre forstand, som leder for Senter for middelalderstudier. Sideløbende fungerede han som litteraturanmelder i Jyllandsposten. Kort før sin død i december 2001, blev han udnævnt til æresdoktor ved Islands Universitet. 
Han blev især anerkendt som banebrydende, fordi han, som en af de første, i tværfaglige studier kombinerede norrøn filologi med litteraturhistorie og historie. Han nød også anerkendelse formidlingsmæssigt. Prof. Jon Gunnar Jørgensen skrev ved hans bortgang: Det fruktbare samarbeidet mellom ham og religionshistorikeren Gro Steinsland resulterte i flere fine bøker, der forfatterne også viser en sjelden evne til å formidle stoff på høyt faglig nivå til et bredt publikum.

## Publikationer i udvalg
- Kapitler af Nordens litteratur i oldtid og middelalder (2006) udgivet posthumt
- At fortælle historien (2001)
- Den Nordiske renessansen i høymiddelalderen (2000)
- Vølvens Spådom, sammen med Gro Steinsland (1999)
- Nye tilbakeblikk: artikler om litteraturhistoriske hovedbegreper (1998)
- The Waking of Angantyr : the Scandinavian past in European culture (1996)
- Fortælling og ære: studier i islænding (1995)
- Menneske og makter i vikingenes verden, sammen med Gro Steinsland (1994)
- Saga and society: an introduction to Old Norse literature (1993)
- Fortælling og ære: studier i islændingesagaerne (1993)
- Før kristendommen: digtning og livssyn i vikingetiden (1990)
- The unmanly man: concepts of sexual defamation in early Northern society (1983)
- Norrønt nid: forestillingen om den umandige mand i de islandske sagaer (1980)
- Saga og samfund: en indføring i oldislandsk litteratur (1977)

## Eksterne link
- Publikationsliste af Preben Meulengracht Sørensen, WorldCat.org